# Eniola Awaou Bissiriou
Eniola Awou Bissiriou est une personnalité politique de la République du Bénin,.

## Biographie
Eniola Awaou Bissiriou est une femme politique béninoise.
En 2016, en tant que représentante des femmes de Sakété, elle soutient Patrice Talon à l'occasion de la campagne présidentielle lors de son passage dans la ville.
Lors des élections législatives béninoises qui se sont tenues en avril 2019, elle est une des six femmes élues députées de la vingt-et-unième circonscription électorale sur la liste du parti politique Bloc Républicain,. Elle fait partie des députés les plus assidus à l'Assemblée nationale selon un rapport du président du parlement béninois, Louis Vlavonou,.
En septembre 2022, elle démissionne du Bloc Républicain, et siège à l'assemblée en tant que non-inscrite. Elle est réputée proche du ministre Jean-Michel Abimbola, lui-même démissionnaire du parti et s'étant rapproché de l'Union progressiste du renouveau,.